# Hello!
Piledriver — шостий студійний альбом британського рок-гурту Status Quo, який був випущений 28 вересня 1973 року.

## Список композицій
1. Roll Over Lay Down — 5:38
2. Claudie — 4:06
3. A Reason for Living — 3:46
4. Blue Eyed Lady — 3:54
5. Caroline — 4:18
6. Softer Ride — 4:02
7. And It's Better Now — 3:20
8. Forty-Five Hundred Times — 9:53

## Учасники запису
- Френсіс Россі — вокал, гітара
- Рік Парфітт — вокал, гітара
- Алан Ланкастер — бас-гітара
- Джон Колен — ударні
- Енді Боун — клавішні